# 2-acetyl-1-pyrrolin
2-Acetyl-1-pyrrolin (2AP) je chemická sloučenina, která dává čerstvě upečenému chlebu, jasmínové rýži a rýži basmati jejich obvyklou vůni. Nachází se v mnoha bakteriích, rostlinách, zvířatech a houbách. Byl nalezen například v listech špenátu, sóji a okurkách, ale také v moči tygrů.
2AP je substituovaný pyrrolin, cyklický imin a keton.